# Cabrini–Green Homes
Cabrini – Green Homes, que abarcaba Frances Cabrini Rowhouses, Frances Cabrini Extensions y William Green Homes, era un proyecto de vivienda pública de la Autoridad de Vivienda de Chicago (CHA) ubicado en el Near North Side de Chicago, Illinois. Las casas en hilera y extensiones Francis Cabrini se ubicaron al sur de la Division Street, bordeada por la calle Larrabee al oeste, la calle Orleans al este y la avenida Chicago al sur, mientras que las casas William Green se ubicaron inmediatamente al noroeste.
En su apogeo, Cabrini-Green albergaba a 15.000 personas, su mayoría viviendo en edificios de apartamentos de altura media y alta, con un total de 3.607 unidades. Con los años, el crimen y la negligencia crearon condiciones de vida hostiles para muchos residentes, y "Cabrini-Green" se convirtió en una metonimia para la decadencia urbana en Estados Unidos. A partir de 1995, la CHA comenzó a derribar los edificios de media y gran altura, en su mayoría en ruinas, y el último edificio se demolió en marzo de 2011 Hoy en día, solo quedan las casas adosadas originales de dos pisos.
Al mismo tiempo, esta zona se ha convertido en el sitio de los principales planes de desarrollo por su proximidad al centro, lo que ha resultado en una combinación de lujosos edificios de gran altura y casas con algunas unidades que son propiedad de CHA, para el objetivo de crear un barrio de ingresos altos. Esto ha creado controversia entre los desarrolladores y los residentes porque el área se está encareciendo. Los planes de remodelación habían avanzado luego de la resolución de una demanda civil en 2015.

## Historia
Cabrini – Green estaba compuesta por 10 secciones construidas durante un período de 20 años: Frances Cabrini Rowhouses (586 unidades en 1942), Cabrini Extension North y Cabrini Extension South (1.925 unidades en 1957) y William Green Homes (1.096 unidades en 1962) (ver Cronología más abajo). Al 3 de mayo de 2011, todos los edificios de gran altura habían sido demolidos. Ciento cincuenta de los ruinosos Frances Cabrini Rowhomes (al sur de Oak Street, al norte de Chicago Avenue, al oeste de Hudson Avenue y al este de Cambridge Street) han sido renovados y permanecen habitados.

### Decadencia
La pobreza y el crimen organizado se han asociado durante mucho tiempo con el área: un "mapa de la mafia de Chicago" de Bruce-Roberts de 1931, Incorporated señala a Locust y Sedgwick como "Rincón de la muerte": "50 asesinatos: cuéntelos". Al principio, la vivienda se integró y muchos residentes obtuvieron puestos de trabajo. Esto cambió en los años posteriores a la Segunda Guerra Mundial, cuando las fábricas cercanas que proporcionaban la base económica cerraron y miles fueron despedidos. Al mismo tiempo, la ciudad con problemas de liquidez comenzó a retirar servicios cruciales como patrullas policiales, servicios de tránsito y mantenimiento de edificios. Los céspedes se pavimentaron para ahorrar en mantenimiento, las luces defectuosas se dejaron durante meses y los apartamentos dañados no se rehabilitaron. Las fases posteriores (como las Casas Verdes, el más nuevo de los edificios Cabrini-Verdes) se construyeron con presupuestos extremadamente ajustados y sufrieron problemas de mantenimiento por la baja calidad de la construcción.
A diferencia de muchos de los otros proyectos de vivienda pública de la ciudad, como Rockwell Gardens o Robert Taylor Homes, Cabrini-Green estaba situado en una parte próspera. Los proyectos afectados se construyeron en realidad en el punto de encuentro de los dos vecindarios más ricos de Chicago, Lincoln Park y Gold Coast. A menos de una milla hacia el este se encontraba Michigan Avenue con sus tiendas de lujo y viviendas caras. Pandillas específicas "controlaban" edificios individuales, y los residentes se sintieron presionados a aliarse con esas pandillas para protegerse de la escalada de violencia.
Durante los peores años de los problemas de Cabrini-Green, el vandalismo aumentó sustancialmente. Los miembros de las pandillas y los malhechores cubrieron las paredes interiores con grafitis y dañaron puertas, ventanas y ascensores. Las infestaciones de ratas y cucarachas eran comunes, basura podrida apilada en conductos de basura obstruidos (una vez se apilaba hasta el piso 15), y los servicios básicos (agua, electricidad, etc.) a menudo funcionaban mal y se dejaban en mal estado. En el exterior, las ventanas tapiadas, las áreas quemadas de la fachada y el pavimento en lugar de espacios verdes, todo en nombre de economizar en mantenimiento, crearon una atmósfera de decadencia y negligencia del gobierno. Los balcones estaban cercados para evitar que los residentes vieran los botes de basura en el patio y se cayeran o fueran arrojados a la muerte. Esto creó la apariencia de una gran prisión, o de jaulas de animales, lo que enfureció aún más a los líderes comunitarios de los residentes.
Con el tiempo, la ubicación de Cabrini – Green se volvió cada vez más deseable para los desarrolladores privados. Los especuladores comenzaron a comprar propiedades inmediatamente adyacentes a los proyectos, con la expectativa de que el complejo eventualmente fuera demolido. Finalmente, en mayo de 1995, el Departamento Federal de Vivienda y Desarrollo Urbano (HUD) se hizo cargo de la administración de la CHA y casi de inmediato comenzó a demoler el primero de los edificios "rojos" vacantes en Cabrini Extension. Poco después, en junio de 1996, la ciudad de Chicago y la CHA dieron a conocer la Iniciativa de Reurbanización del Cercano Norte, que pedía un nuevo desarrollo en el sitio Cabrini-Green y sus alrededores.
La demolición de Cabrini Extension se completó en 2002; parte del sitio se agregó a Seward Park, y la construcción de nuevas viviendas para ingresos mixtos en el resto del sitio comenzó en 2006. El desarrollo subsidiado de viviendas de ingresos mixtos en parcelas vacías o infrautilizadas adyacentes a Cabrini – Green, incluida una fábrica de salchichas Oscar Mayer cerrada hace mucho tiempo, la antigua sede de Montgomery Ward y un proyecto de viviendas para personas mayores adyacente llamado Orchard Park, comenzó en 1994. 

## Otras lecturas
- Ambrose-Van Lee, Doreen (May 2007). Diary of a MidWestern Getto Gurl. PublishAmerica. ISBN 978-1-4241-4676-5. Memoria de una infancia en Cabrini – Green.
- Ambrose-Van Lee, Doreen (February 2006). Raised in Da Sun: A Gettogurl's Story. PublishAmerica. ISBN 1-4241-2315-1. Poesía de un ex residente de Cabrini – Green.
- Cabrini Verde
- Cabrini – Green en palabras e imágenes (2000).ISBN 0-942986-80-6.
- Dizikes, Peter, "Esperanza de Chicago: intento ambicioso de ayudar a los pobres de la ciudad sacándolos de proyectos de vivienda en problemas está teniendo resultados mixtos, según un estudio del MIT", MIT News, MIT News Office, 3 de marzo de 2011.
- "Cross The Bridge" por el autor y residente de Cabrini Pete (K-SO G) Keller.
- "Líder de pandillas por un día", de Sudhir Venkatesh
- La huella de la pata. Walter Payton HS, febrero de 2009. Número especial sobre Cabrini – Green.